# Campo (Nogueira de Ramuín)
Campo (llamada oficialmente San Miguel do Campo) es una parroquia y un lugar del municipio español de Nogueira de Ramuín, en la provincia de Orense, Galicia.

## Toponimia
La parroquia también es conocida por el nombre de San Miguel de Campo.

## Organización territorial
La parroquia está formada por nueve entidades de población:
- A Penela
- Cimadevila
- Gundiás
- Malburguete
- Nigueiroá
- O Toxedo
- Saceda
- San Miguel do Campo
- Val do Pereiro

## Demografía

### Parroquia
| Gráfica de evolución demográfica de Campo (parroquia) entre 2000 y 2023 |
|                                                                         |
| Datos según el nomenclátor publicado por el INE.                        |

### Lugar
| Gráfica de evolución demográfica de San Miguel do Campo (lugar) entre 2000 y 2023 |
|                                                                                   |
| Datos según el nomenclátor publicado por el INE.                                  |